# The High Road
The High Road er en amerikansk stumfilm fra 1915 af John W. Noble.

## Medvirkende
- Valli Valli - Mary Page
- Frank Elliott - Allen Wilson
- C. H. Brenon - Barnes
- Fred L. Wilson